# Ваичиро Омура
Ваичиро Омура (јап. 大村 和市郎; 1. јануар 1933 — 2003) био је јапански фудбалер.

## Каријера
Током каријере је играо за Tanabe Pharmaceutical.

## Репрезентација
За репрезентацију Јапана дебитовао је 1956. године. Учествовао је и на олимпијским играма 1956. За тај тим је одиграо 5 утакмица.

## Статистика
| Јапан  | Јапан   | Јапан  |
| Година | Наступи | Голови |
| ------ | ------- | ------ |
| 1956.  | 3       | 0      |
| 1957.  | 0       | 0      |
| 1958.  | 2       | 0      |
| Укупно | 5       | 0      |